# Geoffrey Hattersley-Smith
Geoffrey Francis Hattersley-Smith (22 de abril de 1923 - 21 de julio de 2012) era un geólogo y glaciólogo, reconocido como pionero de la investigación del Norte de Canadá.

## Infancia y educación
Nació en Londres en 1923, estudió geología al Winchester College de Hampshire y se licenció en el New College de Oxford.
De 1948 a 1950 fue el jefe de basa para la "Encuesta británica de las dependencias de las Islas Malvinas" (hoy el British Antarctic Survey) en la Isla Rey Jorge. Obtuvo el licencio superior en 1951.

## Carrera
En 1951 llegó a ser miembro del personal de la "Junta de Investigación de Defensa Canadiense" (que hoy forma parte del Departamento de Defensa Nacional). Con la Junta, participó en varias expediciones hasta lugares como la montaña San Elías en Yukon, y la isla Cornwallis. De 1953 a 1954 dirigió una expedición conjunta de Canadá y Estados Unidos hasta la Isla Ellesmere. En 1956 recibió un doctorado de filosofía de la universidad de Oxford por su trabajo sobre los glaciares de Ellesmere.
En 1957 empezó investigaciones en isla Ellesmere que iban a durar 16 años. Formando parte del Año Geofísico Internacional (1957–1958) se fue al Lago Hazen y hasta 1973 trabajó ahí o en isla Ward Hunt. En 1963 estableció un campamento y llevó a cabo investigación de terreno en el fiordo Tanquary. El equipo que dirigió dio nombre a más de 50 lugares de la isla Ellesmere, como Pico Barbeau, la montaña más alta de la isla, y el río Turnabout. En 1961 fue el primero a escalar Mount Whisler, el segundo pico más alto de Ellesmere, y el 5 de junio de 1967 dirigió el segundo equipo que llegó encima del pico Barbeau este día.
Fue elegido por la [:en:Royal Society of Canada Royal Society of Canadá] en 1970 y en 1973 se jubiló como jefe de la sección geotécnica de la junta de investigación defensiva canadiense y volvió a Inglaterra.
Después de volver a Inglaterra se unió una vez más al British Antarctic Survey y fue secretario del comité de los nombres de lugares antárticos para la Foreign and Commonwealth Office en Londres. En 1984 el comité asesor de los nombres antárticos llamó el cabo Hattersley-Smith en su honor.

## Vida personal
Hattersley-Smith tuvo dos hijos que nacieron Canadienses : Kara y Fiona.
En 1990 se retiró a Kent. Murió el 21 de julio de 2012, en su propiedad familiar donde se crio.